# Teoria dos conjuntos de Tarski-Grothendieck
A teoria dos conjuntos de Tarski-Grothendieck (TG, assim denominada em referência aos matemáticos Alfred Tarski e Alexander Grothendieck) é uma teoria dos conjuntos axiomática. Também é uma extensão não conservativa da teoria dos conjuntos de Zermelo-Fraenkel (ZFC) e pode ser distinguida de outras teorias dos conjuntos axiomáticas por causa da inclusão do axioma de Tarski, que diz que para cada conjunto existe um universo de Grothendieck a qual pertence. O axioma de Tarski implica na existência de cardinais inacessíveis, fornecendo uma ontologia mais rica do que outras teorias como a ZFC. Por exemplo, adicionar esse axioma dá suporte a teoria das categorias.
O sistema Mizar e Metamath usam a teoria dos conjuntos de Tarski-Grothendieck para verificação formal de provas.

## Axiomas
A teoria dos conjuntos de Tarski-Grothendieck começa com a convencional teoria dos conjuntos de Zermelo-Fraenkel e depois adiciona o axioma de Tarski. Usaremos os axiomas, definições e notação de Mizar para descrevê-los. O processos e objetos básicos de Mizar são completamente formais, e são descrevidos informalmente abaixo. Primeiro, assumiremos que:
Dado um conjunto qualquer {\displaystyle A}, o conjunto unitário {\displaystyle \{A\}} existe.
Dados dois conjuntos quaisquer, seus pares ordenados e desordenados existem.
Para quaisquer famílias de conjuntos, suas uniões existem.
TG utiliza os axiomas a seguir, que são convencionais, por fazerem parte da ZFC:
- Axioma dos conjuntos: Variáveis quantificadas variam apenas sobre conjuntos; tudo é um conjunto (a mesma ontologia da ZFC).
- Axioma da extensionalidade: Dois conjuntos são idênticos se tiverem os mesmos componentes.
- Axioma da regularidade: Nenhum conjunto é membro de si mesmo, e correntes circulares de filiação são impossíveis.
- Esquema axiomático da substituição: Seja o domínio da função {\displaystyle F} o conjunto {\displaystyle A}. Então a imagem de {\displaystyle F}(os valores de {\displaystyle F(x)} para qualquer {\displaystyle x} pertencente a {\displaystyle A}) também é um conjunto.

É o axioma de Tarski que diferencia a TG das outras teorias dos conjuntos. Ele também implica os axiomas do infinito, escolha e o axioma da potência. Também implica a existência de cardinais inacessíveis, graças aos quais a ontologia da TG é muito mais rica do que a de outras teorias dos conjuntos, como a ZFC.
Axioma de Tarski (adaptado de Tarski 1939).
- Para todo conjunto {\displaystyle x}, existe um conjunto {\displaystyle y} cujos membros incluem:
- O conjunto {\displaystyle x};
- todo subconjunto de cada membro de {\displaystyle y};
- o conjunto das partes de cada membro de {\displaystyle y};
- cada subconjunto de {\displaystyle y} com cardinalidade menor que {\displaystyle y}.
Mais formalmente:
{\displaystyle \forall x\exists y[x\in y\wedge \forall z\in y({\mathcal {P}}(z)\subseteq y\wedge {\mathcal {P}}(z)\in y)\wedge \forall z\in {\mathcal {P}}(y)(\neg z\approx y\to z\in y)]}
onde "{\displaystyle {\mathcal {P}}(x)}" denota a classe de x ,"{\displaystyle \approx }" denota a equipotência.O que o axioma de Tarski diz(no vernáculo), é que para cada conjunto {\displaystyle x} existe um universo de Grothendieck para o qual ele pertence.

## Implementação no sistema Mizar
A linguagem Mizar, usada na implementação da TG, e fornecendo sua sintaxe lógica é tipada e assume-se que os tipos não são vazios. Então, a teoria é implicita e não-vazia. Os axiomas de existência, por exemplo, a existência do par desordenado é implementado indiretamente pela definição dos construtores de termos.
O sistema inclui a igualdade, predicados e as seguintes definições padrão:
- Conjunto unitário: Um conjunto com um elemento;
- Par desordenado: Um conjunto com dois elementos distintos.{\displaystyle \{a,b\}=\{b,a\}};
- Par ordernado: O conjunto {\displaystyle \{\{a,b\},\{a\}\}=(a,b)\neq (b,a)};
- Subconjunto: O conjunto cujos elementos também são elementos de outros conjuntos;
- União de uma família de conjuntos {\displaystyle Y}: O conjunto de todos os elementos de qualquer elemento de {\displaystyle Y}.

## Implementação em Metamath
O sistema Metamath permite lógica de alta ordem arbitrárias, mas é tipicamente usado com as definições “set.mm” de axiomas. O axioma ax-groth adiciona o axioma de Tarski, que é definido da seguinte maneira em Metamath:
⊢ ∃y(x ∈ y ∧ ∀z ∈ y (∀w(w ⊆ z → w ∈ y) ∧ ∃w ∈ y ∀v(v ⊆ z → v ∈ w)) ∧ ∀z(z ⊆ y → (z ≈ y ∨ z ∈ y)))